# Barcella odora
Barcella odora é uma espécie de planta pertencente à família Arecaceae . É chamada popularmente de piaçabarana (“falsa piaçaba”).
A palmeira é solitária, tendo entre 1 a 2 metros de altura, com folhas pinadas que emergem diretamente do solo. Apresenta inflorescência com flores unissexuadas. Os seus frutos são oblongos ou ovoides com aproximadamente 3,5 centímetros de comprimento.
Encontrada nos estados de Amazonas e principalmente em Roraima em ecossistemas conhecidos como campinas, com solos arenosos, de baixa fertilidade e vegetação de baixo porte.

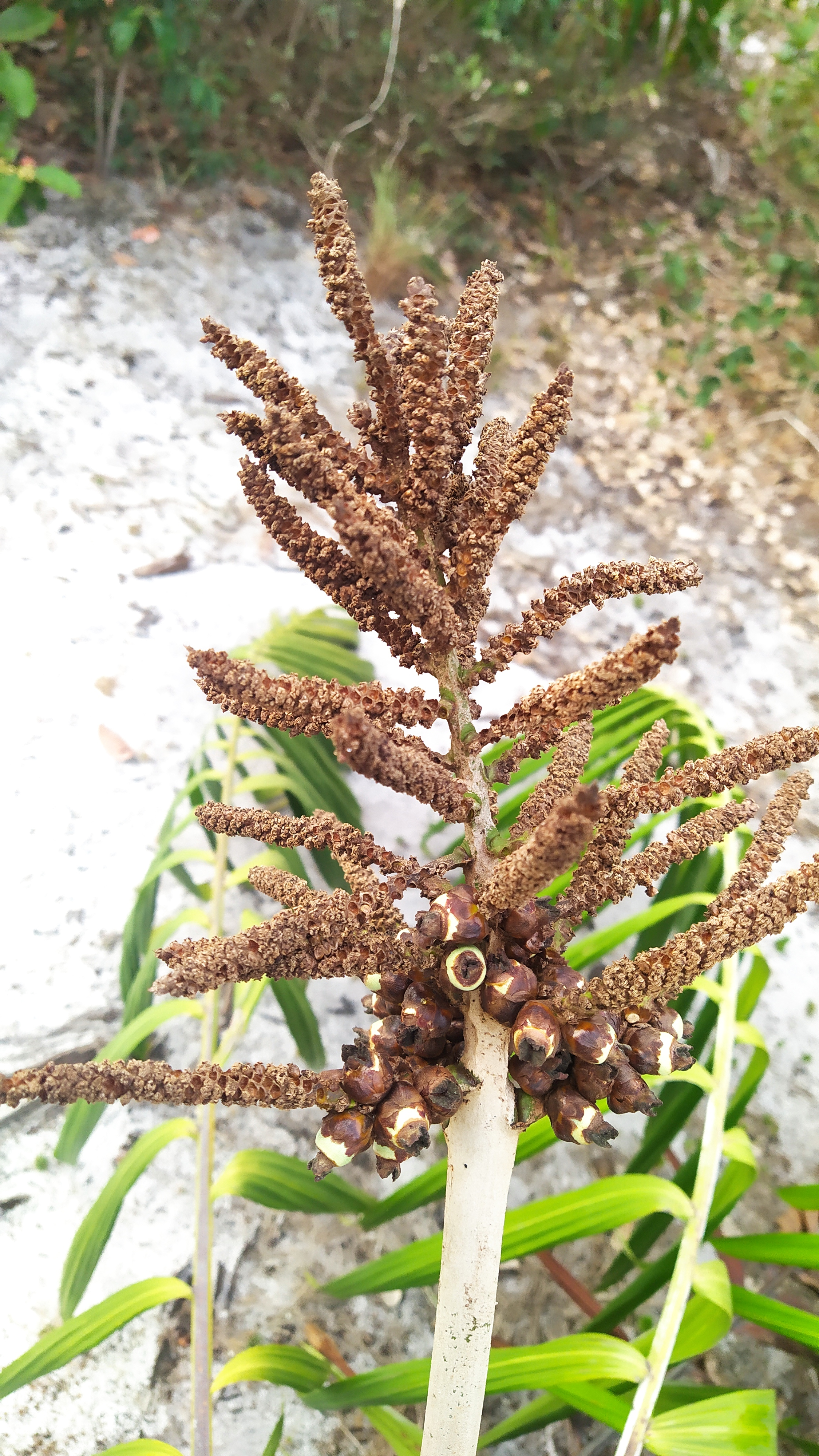
Flores e Frutos Barcella odora em Roraima